# Ana Begić
Ana Begić Tahiri (* 27. August 1979 in Zagreb, SFR Jugoslawien) ist eine kroatische Schauspielerin. Große Bekanntheit erlangte sie vor allem in der Hauptrolle der Biba Fruk in der Sitcom Bibin svijet.

## Leben
Begić wurde am 27. August 1979 in Zagreb geboren. Sie ist seit dem 2. Oktober 2010 mit Danijel Tahiri verheiratet. Die beiden sind Eltern eines Kindes.
Sie war eine von 20 Unterzeichnern eines an den damaligen Zagreber Bürgermeister Milan Bandić adressierten Briefes, um ihre Bersorgnis bezüglich der Ernennung von Zlatko Hasanbegović zum Mitglied des Theaterrats des Kroatischen Nationaltheaters in Zagreb zum Ausdruck zu bringen.
Zu Beginn des 21. Jahrhunderts startete sie ihre Laufbahn als Film- und Fernsehdarstellerin. So war sie 2000 im Kurzfilm Milostiva smrt und 2001 im Spielfilm Kraljica noci zu sehen. Von 2006 bis 2011 stellte sie in der Fernsehserie Bibin svijet die Rolle der Biba Fruk dar. 2013 spielte sie im Film Gott verhüte! die Rolle der Verica. Von 2014 bis 2015 wirkte sie als Vera Lepen in über 125 Episoden der Fernsehserie Vatre Ivanjske mit. Als Jana Dobrila wirkte sie von 2020 bis 2021 in der Fernsehserie Dar Mar mit.

## Filmografie (Auswahl)
- 2000: Milostiva smrt (Kurzfilm)
- 2001: Kraljica noci
- 2006: Ne pitaj kako! (Fernsehfilm)
- 2006–2011: Bibin svijet (Fernsehserie, 71 Episoden)
- 2008: Nije kraj
- 2011: Stipe u gostima
- 2013: Gott verhüte! (Svećenikova djeca)
- 2014–2015: Vatre Ivanjske (Fernsehserie, 125 Episoden)
- 2015: Du trägst mich (Ti mene nosis)
- 2020–2021: Dar Mar (Fernsehserie, 63 Episoden)